# Luis Vega (Mathematiker)

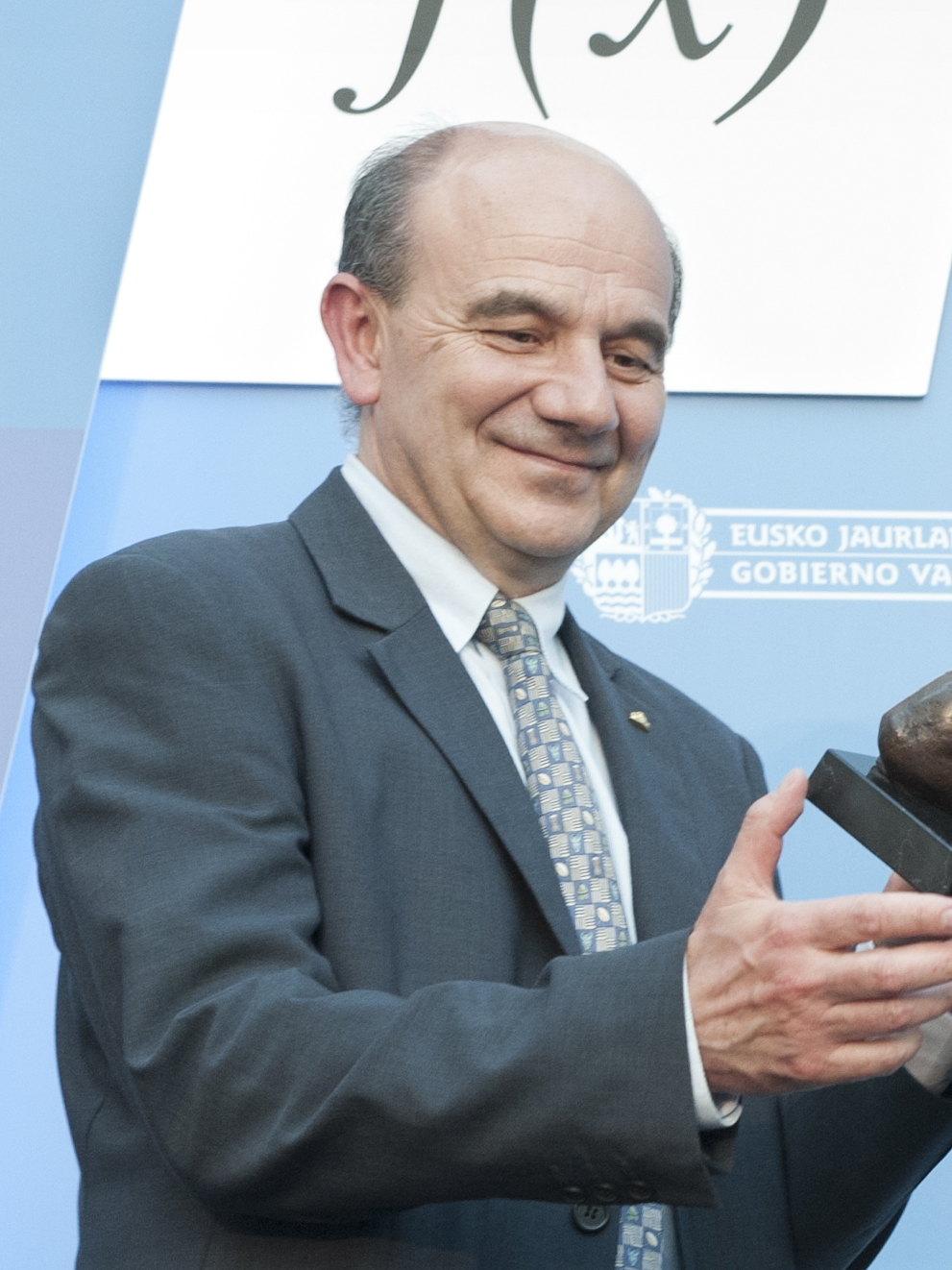
Luis Vega (2013).

Luis Vega (* 16. Juli 1960) ist ein spanischer Mathematiker, der sich mit Partiellen Differentialgleichungen (PDE) befasst.
Vega studierte an der Universität Complutense Madrid mit dem Bachelor-Abschluss 1982 und wurde 1988 an der Autonomen Universität Madrid (UAM) bei Antonio Barba promoviert (El multiplicador de Shrödinger la función maximal y los operadores de restricción). Als Post-Doktorand war er Dickson Instructor an der University of Chicago. Er lehrte bis 1993 an der UAM (Assistenzprofessor) und danach an der Universität Baskenland, an der er 1995 eine volle Professur erhielt. Er ist wissenschaftlicher Direktor des Basque Center for Applied Mathematics (BCAM).
2000 bis 2008 war er regelmäßig Gastprofessor an der University of California, Santa Barbara. 1988 und 1997 war er Mitglied des MSRI. 2004 war er am Institute for Advanced Study und er war Gastprofessor in Paris (Universität Paris 12 und 13, École normale supérieure, École polytechnique, Institut Henri Poincaré), an der Universität Cergy-Pontoise, in Pisa (Ennio de Giorgio Zentrum, Universität Pisa) und an der University of Washington.
Er ist Mit-Herausgeber des Journal of Evolution Equations und des Journal of Fourier Analysis and its Applications und Herausgeber von La Revista Matemática Iberoamericana (seit 2011).
Er ist Fellow der American Mathematical Society und erhielt 2012 den Premio Euskadi de Investigación und 2015 die Blaise-Pascal-Medaille. Er 2006 war Invited Speaker auf dem Internationalen Mathematikerkongress in Madrid (The initial value problem for nonlinear Schrödinger equations). 2021 wurde Vega in die Academia Europaea gewählt.

## Schriften (Auswahl)
- mit Carlos Kenig, G. Ponce: Smoothing effects and local existence theory for the generalized nonlinear Schrödinger equations. Invent. Math., Band 134, 1998, S. 489–545.
- mit L. Escauriaza, Kenig, Ponce: Uniqueness properties of solutions to Schrödinger equations. Bull.Amer. Math. Soc., Band 49, 2012, S. 415–442, Online.